# FanMail
„FanMail“ е третият албум на американската група Ти Ел Си издаден на 23 февруари 1999 година от LaFace Records и Arista Records. Албумът достига първа позиция в класацията Билборд 200 за албуми. Албумът е с общи продажби от 6 милиона копия в САЩ и получава 6 пъти платинена сертификация. Това е последният албум на групата издаден през живота на Лиза "Лефт Ай" Лопес, която загива на 25 април 2002 г. при автомобилна катастрофа.

## Списък с песните

### Оригинален траклист
1. „FanMail“ – 3:59
2. „The Vic-E Interpretation – Interlude“ – 0:19
3. „Silly Ho“ – 4:15
4. „Whispering Playa – Interlude“ – 0:52
5. „No Scrubs“ – 3:34
6. „I'm Good at Being Bad“ – 5:39
7. „If They Knew“ – 4:04
8. „I Miss You So Much“ – 4:56
9. „Unpretty“ – 4:38
10. „My Life“ – 4:01
11. „Shout“ – 3:57
12. „Come On Down“ – 4:17
13. „Dear Lie“ – 5:10
14. „Communicate – Interlude“ – 0:51
15. „Lovesick“ – 3:52
16. „Automatic“ – 4:31
17. „Don't Pull Out on Me Yet“ – 4:33

### Японско издание
1. „U in Me“ – 3:50

### Дигитален бонус трак
1. „I Need That“ (MP3.com ексклузивен трак) – 3:52